# Pheidole oculata
Pheidole oculata é uma espécie de insecto da família Formicidae.
É endémica de Madagáscar.